# Lepidotrigona
Lepidotrigona é um gênero de abelha sem ferrão de origem do sudeste asiático e da Oceania. Existem por volta de 500 espécies de abelhas sem ferrão no mundo catalogadas em diversos gêneros diferentes. Muitas espécies ainda não foram descobertas e outras estão passando por revisões para reenquadrá-las como novas espécies ou pertencentes a outros gêneros.
Existem até o momento 9 espécies de Lepidotrigona catalogadas, são elas:
| Gênero        | Espécie                     | Nome popular (se tiver)     |
| Lepidotrigona | Lepidotrigona arcifera      | Lepidotrigona arcifera      |
| Lepidotrigona | Lepidotrigona doipaensis    | Lepidotrigona doipaensis    |
| Lepidotrigona | Lepidotrigona flavibasis    | Lepidotrigona flavibasis    |
| Lepidotrigona | Lepidotrigona hoozana       | Lepidotrigona hoozana       |
| Lepidotrigona | Lepidotrigona nitidiventris | Lepidotrigona nitidiventris |
| Lepidotrigona | Lepidotrigona palavanica    | Lepidotrigona palavanica    |
| Lepidotrigona | Lepidotrigona satun         | Lepidotrigona satun         |
| Lepidotrigona | Lepidotrigona terminata     | Lepidotrigona terminata     |
| Lepidotrigona | Lepidotrigona ventralis     | Lepidotrigona ventralis     |